# Отомо Рютаро
Рютаро Отомо (яп. 大友柳太郎, с 1950 года 大友柳太朗 Ōtomo Ryūtarō, 5 июня 1912, Хиросима — 27 сентября 1985, Минато-ку, Токио), настоящее имя Сёдзо Накатоми (яп. 中富 正三), в молодости также пользовался псевдонимом Дайсукэ Накатоми — известный японский театральный, кино- и телеактёр.

## Биография и карьера
Родился в 1912 году в Хиросиме в семье композитора Масаюки Накатоми; детство (вплоть до первых классов младшей школы) провёл на родине отца в Ивакуни. Позже семья переехала на Ясиродзиму, а ещё позднее — в префектуру Эхиме, где будущий актёр окончил среднюю школу.
В 1935 году вступил в осакскую театральную труппу «Синкокугэки», где работал под псевдонимом Дайсукэ Накатоми (от имени окончившего ту же школу кинематографиста Дайскэ Ито), осваивая исполнительское искусство под наставничеством актёра Рютаро Тацуми.
В 1936—1937 годах дебютировал в кино под именем Рютаро Отомо (яп. 大友 柳太郎), снявшись у режиссёра Ситиносукэ Осимото на студии Shinkō Kinema в фильме Aozora rōshi по одноимённому произведению Сюгоро Ямамото. Чуть позже снялся в главной роли Комори Хандзаэмона в фильме Saga Kaibyōden («История о коте-монстре из Саги»), имевшем большой успех в кинотеатрах и сделавшем молодого актёра звездой. Последующие годы принесли ему ещё ряд значимых ролей, в частности, сыгранную в 1942 роль Сасаки Тадасабуро.
В 1943, при обострении боевых действий в Маньчжурии во время Второй мировой войны актёр был мобилизован в армию. В 1946 году, после поражения Японии, он был демобилизован, однако его работа в привычном русле, как и для ряда других кинематографистов, была нарушена политикой оккупационных сил по «американизации» культуры Японии, запретившей в числе прочего, создание произведений и съёмку фильмов жанра дзидайгэки. Актёр снимается в этот период в нескольких фильмах, частично на исторические темы, но без привычных боевых сцен, однако большей частью работает на театральной сцене.
После 1950 года, со снятием запрета, у актёров дзидайгэки вернулась возможность сниматься в излюбленном жанре, а ещё некоторое время спустя несколько из них, включая Тиэдзо Катаоку и Утаэмона Итикаву, основывают кинокомпанию Toei — где и была снята большая часть кинофильмов (более 170) с участием Рютаро Отомо в течение 1950—1960-х годов.

## Фильмография
Сыграл, по крайней мере, в 272 фильмах, в том числе:
- (仇討崇禅寺馬場 Adauchi sōzenji baba) (1957)
- Akō Rōshi (赤穂浪士 Akō Rōshi) (1961)
- Восстание христиан (1962)
- Замок Совы (1963)
- Волшебная Змея (怪竜大決戦 Kairyū Daikessen) (1966)
- Тампопо (1985)

## Награды и премии
- 1958 — премия Киотского кинофестиваля за лучшую мужскую роль в фильме Adauchi sōzenji baba[англ.] (1957)